# Claurouxia
Claurouxia är ett släkte av lavar. Claurouxia ingår i familjen Lecanoraceae, ordningen Lecanorales, klassen Lecanoromycetes, divisionen sporsäcksvampar och riket svampar.
|            | Miriquidica                                |
|            |                                            |
|            | Lecanora                                   |
|            |                                            |
|            | Maronina                                   |
|            |                                            |
|            | Lecidella                                  |
|            |                                            |
|            | Japewiella                                 |
|            |                                            |
|            | Cladidium                                  |
|            |                                            |
|            | Carbonea                                   |
|            |                                            |
|            | Clauzadeana                                |
|            |                                            |
|            | Ramboldia                                  |
|            |                                            |
|            | Bryonora                                   |
|            |                                            |
|            | Vainionora                                 |
|            |                                            |
|            | Pyrrhospora                                |
|            |                                            |
|            | Pycnora                                    |
|            |                                            |
|            | Tylothallia                                |
|            |                                            |
|            | Rhizoplaca                                 |
|            |                                            |
| Claurouxia | \| \| Claurouxia chalybeioides \| \| \| \| |
|            | \| \| Claurouxia chalybeioides \| \| \| \| |
|            | Calvitimela                                |
|            |                                            |
|            | Claurouxia chalybeioides                   |
|            |                                            |

|  | Claurouxia chalybeioides |
|  |                          |